# 朗沃思 (明尼蘇達州)
朗沃思（英語：Longworth）是位於美國明尼蘇達州羅索縣的一個非建制地區。
此地得名自美國政治家尼古拉斯·朗沃斯。

## 地理
朗沃思所處的海拔為高於海平面329米（即1079英呎），而該地所採用的時區為UTC-6，即北美中部時區（CST）。同時該地設有夏令時間，為UTC-6調快一小時，即UTC-5（CDT）。